# 闽狮渔事件
闽狮渔事件是台湾海峽兩岸关系中的一个历史事件，發生於1991年7月21日，註冊於中華人民共和國福建省的兩艘渔船越界，至台灣附近海域捕鱼，與台灣漁船發生糾紛，強制登上台灣漁船進行搶劫，涉及海盜罪，遭到台灣政府扣押以及判刑的事件。
台湾方面认为，台灣與中國以台灣海峽中線分隔，台灣在台灣海峽東側海域中擁有司法主權，中國漁船在此違反中華民國法律，應由台灣法院審理。當時中國由邓小平主政，认为台湾海峽是两岸渔民的共同「传统海区」，希望以政治協商方式解決。在這個事件中，中華人民共和國紅十字會人員以及中國記者首次正式獲准進入台灣採訪及探望被扣漁民。
涉案的中國漁民由台灣法院判決，海盜罪成立。之後經由政治協商，直接驅逐出境，遣返中國。

## 事件經過
1991年7月21日，中國福建省石狮市渔船闽狮渔2294号和2295号，越界進入台灣苗栗通霄外海20海里，進行布網捕漁作業。註冊在台灣高雄市渔船三鑫财号經過捕漁區，被指控破壞了閩獅漁號的魚網。雙方起爭執，閩獅漁號上的中國漁民強行登上三鑫財號，要求賠償。三鑫財號以無線電通知海巡隊，進行報案，稱其船隻遭到中國漁民控制。負責維護該海域治安的中華民國海岸巡防司令部（行政院海岸巡防署前身）台中海巡队前往該海域，把該两艘渔船帶回台中港。之後將帶回的18名中國漁民依法送由台中地檢署偵辦。
經由中華民國海軍的戰情通報，事件被上傳到中華民國行政會陸委會。當時，李登輝接任中華民國總統，中國國民黨秘書長宋楚瑜負責黨政六人小組會議及大陸工作策晝小組會議，實際主控對中國的大陸政策。大陸工作策畫小組做成決議，由海基會通報中國官方，事件將由台灣法院進行審理。
當時中國仍由鄧小平主政，中共中央總書紀為江泽民，國家主席為杨尚昆。對於两岸渔民多次在海上发生冲突和纠纷，在台灣方面，希望經由這次事件，突顥台灣在台灣海峽的主權。中華人民共和國當時，中國政府主張，台湾海峽是中國的一個「传统海区」，中國漁民有權有此作业，將這個事件定位為兩岸人民間的小糾紛，希望以政治談判方式解決這個事件。
中華民國行政院同意由中華人民共和國紅十字會前來探訪被關押的中國漁民，同時同意中國記者隨行。同年8月12日，两名大陆方面的记者新华社记者范丽青、中国新闻社记者郭伟锋赴台采访被扣押的渔民。这也是大陆记者自1949年以來第一次踏上台湾土地。8月20日，中国红十字会总会副秘书长曲折、政策理论研究室副主任庄仲希抵达台北探望被扣的石狮渔民，他们是海峡两岸隔绝42年后大陆首次正式派遣进入台湾的人员。
8月23日，曲折、庄仲希同两名大陆记者范丽青和郭伟锋离台返回北京。

## 法律判決與處理方式
台中地方法院检察署以“闽狮渔”号渔民涉嫌海上抢劫为由，以海盗罪起诉其中的7名渔民。经中國红十字会等与海基会进行商谈，台方同意先行直接释放11名未被起訴的中國渔民，8月24日由台灣遺返中國厦门，被扣的渔船由海基会另雇他人同时驶回。
8月30日，台中地方法院宣布判处其中5名“闽狮渔”渔民，海盜罪成立，分別為刑期不等的有期徒刑。這7名涉案被起訴的中國渔民，在台中法院判刑之後，被直接帶離，遺返中國厦门，沒有在台灣服刑。